# 何尚全
何尚全（1965年—），是一名已退役中國男子羽球運動員。
1982年，何尚全參加中國對陣英格蘭的國際比賽，並以15:11、15:5擊敗了尼克·耶茨。在同年的丹麥羽球公開賽上，他在男子單打和男子雙打都進入半決賽。1983年的亞洲羽球錦標賽裡，他與蔣國良一起獲得男子雙打冠軍。兩人曾一起代表中國參加1984年湯姆斯盃，在對陣印尼的決賽裡，以14:18、10:15輸給紀明發/陳財富組合。最終中國以2-3輸給印尼而獲得亞軍。
1987年，何尚全與謝玉芬一起獲得中國羽球公開賽混合雙打亞軍，僅輸給周金燦/林瑛組合。在他積極的職業生涯後，他開始擔任教練，並照顧廣東的團隊。